# Klubi Sportiv Flamurtari Vlorë 2010-2011

## Rosa
| N. |                               | Ruolo | Calciatore               |
| -- | ----------------------------- | ----- | ------------------------ |
| 3  | Albania (bandiera)            | D     | Norion Spaho             |
| 4  | Albania (bandiera)            | D     | Elton Grami              |
| 5  | Albania (bandiera)            | D     | Julian Brahja (capitano) |
| 6  | Albania (bandiera)            | D     | Halim Begaj              |
| 7  | Albania (bandiera)            | C     | Gerhard Progni           |
| 8  | Albania (bandiera)            | C     | Lejdi Liçaj              |
| 9  | Albania (bandiera)            | C     | Odise Roshi              |
| 10 | Albania (bandiera)            | A     | Sebino Plaku             |
| 11 | Albania (bandiera)            | D     | Franc Veliu              |
| 13 | Albania (bandiera)            | D     | Orjad Beqiri             |
| 14 | Albania (bandiera)            | C     | Bledar Devolli           |
| 17 | Macedonia del Nord (bandiera) | C     | Nijas Lena               |

| N. |                               | Ruolo | Calciatore          |
| -- | ----------------------------- | ----- | ------------------- |
| 19 | Albania (bandiera)            | C     | Hair Zeqiri         |
| 20 | Albania (bandiera)            | C     | Taulant Kuqi        |
| 22 | Albania (bandiera)            | A     | Daniel Xhafaj       |
| 23 | Albania (bandiera)            | D     | Julian Ahmataj      |
| 25 | Macedonia del Nord (bandiera) | C     | Zekirija Ramadani   |
| 28 | Albania (bandiera)            | D     | Artan Sakaj         |
| 29 | Albania (bandiera)            | A     | Ardit Shehaj        |
| 30 | Albania (bandiera)            | P     | Mikel Spaho         |
| 89 | Albania (bandiera)            | P     | Shpëtim Moçka       |
| -  | Albania (bandiera)            | C     | Sinan Sinaj         |
| -  | Macedonia del Nord (bandiera) | A     | Aleksandar Bajevski |
| -  | Albania (bandiera)            | A     | Andi Shabanaj       |